# Dracophyllum insulare
Dracophyllum insulare är en ljungväxtart som beskrevs av Walter Reginald Brook Oliver. Dracophyllum insulare ingår i släktet Dracophyllum och familjen ljungväxter. Inga underarter finns listade i Catalogue of Life.